# Troy Williams
Pour les articles homonymes, voir Williams.
Troy Williams, né le 30 décembre 1994 à Hampton, Virginie, est un joueur américain de basket-ball. Il évolue au poste d'ailier.

## Biographie

### Carrière universitaire
Il passe ses trois années universitaires à l'université d'Indiana (Bloomington) où il joue pour les Hoosiers.
Durant son année de freshman, sa première année à Indiana en 2013–2014, Williams est titulaire dans l'ensemble des 32 matches qu'il dispute, avec des moyennes de 7,3 points et 4,4 rebonds en tirant à 50,6 %. Le 10 mars 2014, il est nommé meilleur joueur de première année de la semaine de la Big Ten Conference Williams.
Durant son année de sophomore, sa deuxième année universitaire en 2014-2015, Williams joue 32 matches où il est titularisé 28 fois. Il est nommé joueur de la semaine de la Big Ten Conference le 22 décembre, joueur de la semaine Oscar Robertson National le 23 décembre et des mentions honorables parmi les meilleurs joueurs de la Big Ten Conference à la fin de la saison. Il a des moyennes de 7,4 rebonds par match (le meilleur de son équipe), 13,0 points par match (troisième meilleur marqueur de son équipe). Lors du second tour du tournoi NCAA contre Wichita State, il marque 11 points, prend 12 rebonds et distribue 4 passes décisives, réalisant son sixième double-double de la saison.
À la fin de sa saison de sophomore, Williams s'inscrit à la draft 2015 de la NBA mais il choisit de revenir chez les Hoosiers pour une troisième année.
Durant son année de junior, sa troisième année universitaire, il fait partie du troisième meilleur cinq majeur de la Big Ten Conference. Il joue 35 matches où il est titularisé 34 fois, avec des moyennes de 13,3 points et 5,8 rebonds par match.
Le 25 mai 2016, Williams s'inscrit à la draft 2016 de la NBA, faisant l'impasse sur sa dernière année universitaire.

### Carrière professionnelle
Le 23 juin 2016, lors de la draft 2016 de la NBA, automatiquement éligible, il n'est pas sélectionné. Il participe à la NBA Summer League 2016 de Las Vegas avec les Suns de Phoenix. En six matches, il a des moyennes de 12,3 points, 4,3 rebonds et 1,7 interception en 22,2 minutes par match.
Le 26 juillet 2016, il signe avec les Grizzlies de Memphis pour participer au camp d'entraînement.
Troy williams signe avec les Houston Rockets sous le numéro 14. Lors de son premier match avec les Houston Rockets il marque 21 points.
Le 5 avril 2017, il est titularisé pour la première fois au poste d'arrière.
Le 20 octobre 2018, il signe un contrat two-way avec les Kings de Sacramento.

## Statistiques

### Universitaires
Les statistiques en matchs universitaires de Troy Williams sont les suivantes :
| Saison    | Équipe  | Matchs | Titul. | Min./m | % Tir | % 3pts | % LF | Rbds/m. | Pass/m. | Int/m. | Ctr/m. | Pts/m. |
| --------- | ------- | ------ | ------ | ------ | ----- | ------ | ---- | ------- | ------- | ------ | ------ | ------ |
| 2013-2014 | Indiana | 32     | 32     | 21,5   | 50,6  | 20,0   | 67,5 | 4,38    | 0,91    | 0,81   | 0,41   | 7,31   |
| 2014-2015 | Indiana | 32     | 28     | 27,6   | 54,0  | 46,2   | 74,2 | 7,44    | 2,00    | 1,00   | 0,47   | 13,03  |
| 2015-2016 | Indiana | 35     | 34     | 26,2   | 51,3  | 34,7   | 69,1 | 5,83    | 2,00    | 1,11   | 0,80   | 13,26  |
| Total     |         | 99     | 94     | 25,1   | 52,2  | 32,2   | 70,5 | 5,88    | 1,65    | 0,98   | 0,57   | 11,26  |

## Palmarès
- Third-team All-Big Ten (2016)
- Virginia Gatorade Player of the Year (2013)

## Vie privée
Williams a été élevé par sa mère, Patty, et son tuteur (son oncle) Marcellus Spencer "Boo" Williams Jr., qui a joué à l'université de Saint-Joseph et gère le Boo Williams AAU program et la Boo Williams Nike Invitational dans sa ville natale d'Hampton, Virginie.